# Hong Kong colpo su colpo
Hong Kong Colpo su Colpo (Knock Off) è un film del 1998 diretto da Tsui Hark.
Il film, con protagonisti Jean-Claude Van Damme, Rob Schneider, Lela Rochon e Paul Sorvino, rappresenta la seconda regia di Tsui Hark nel cinema americano nonché la seconda collaborazione con Van Damme dopo Double Team - Gioco di squadra.

## Trama
Marcus Ray è un rappresentante di jeans ad Hong Kong, ma in realtà è un agente speciale. Scopre che la mafia russa e cinese formano un complotto per portare sul mercato micro-bombe, ma Marcus ha un altro problema, è accusato di essere il centro del traffico illegale di jeans.